# Grabensystem Großes Bruch
Grabensystem Großes Bruch este o arie protejată (sit de importanță comunitară — SCI) din Germania întinsă pe o suprafață de 76,31 ha, integral pe uscat.

## Localizare
Centrul sitului Grabensystem Großes Bruch este situat la coordonatele 52°03′38″N 10°56′21″E / 52.0606°N 10.9392°E.

## Înființare
Situl Grabensystem Großes Bruch a fost declarat sit de importanță comunitară în ianuarie 2005 pentru a proteja 2 specii de animale.

## Biodiversitate
Situată în ecoregiunea atlantică, aria protejată nu include niciun habitat protejat.
La baza desemnării sitului se află mai multe specii protejate de  pești (2): țipar (Misgurnus fossilis), boarță (Rhodeus amarus).